# Ole Borch

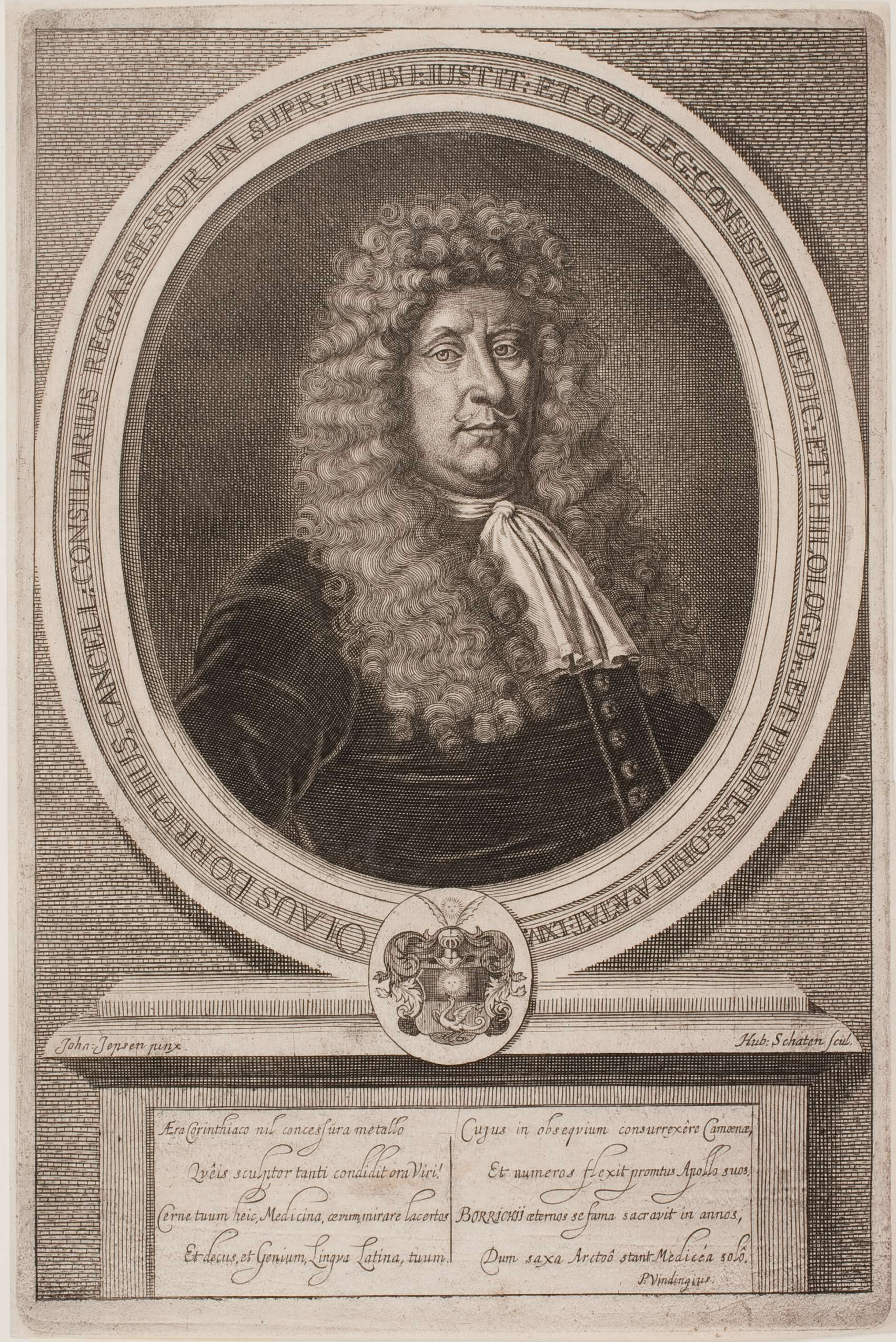
Ole Borch

Ole Borch, auch Oluf Borch, Olaf Borch, latinisiert Olaus Borrichius (* 7. April 1626 im Stift Ribe am Ringkøbing Fjord, Nørre Bork; † 13. Oktober 1690 in Kopenhagen) war ein dänischer Arzt, Chemiker und Universalgelehrter. Er war Anhänger der Iatrochemie und königlicher Leibarzt.

## Leben
Borch, der Sohn eines Pfarrers (Oluf Clusen, der 1647 seine Stelle verlor, nachdem er sich mit einer einflussreichen Persönlichkeit anlegte), studierte an der Gelehrtenschule in Ribe und von 1644 bis 1650 an der Universität Kopenhagen (Medizin, Botanik, Chemie, Literatur und Philosophie). Zu seinen Lehrern gehörten Ole Worm, Simon Pauli und Thomas Bartholin (mit dem er bis zu dessen Tod eng befreundet blieb). 1649 erfolgte eine erste Dissertation, in der er abergläubischen Vorstellungen aus der Kabbala entgegentrat. Danach unterrichtete er in Kopenhagen an einer Lateinschule und widmete sich weiteren Studien, die zu seiner Abhandlung Parnassus in nuce (1654) führten (einer Anleitung für lateinische Gedichte). Während der Pestepidemie 1654 machte er sich einen Namen als Arzt. 1655 wird er Privatlehrer der Söhne von Reichshofmeister Joachim Gersdorff und er nimmt als Mitglied der Bürgerwehr an der Verteidigung von Kopenhagen teil bei der Belagerung im Zweiten Nordischen Krieg, so auch beim großen Sturmangriff der Schweden 1659. 1660 wird er Professor an der Kopenhagener Universität (für Philologie, aber auch Botanik und Chemie).
Außerdem begibt er sich zu einer mehrjährigen Auslandsreise, um sein Studium fortzusetzen. Sie dauerte schließlich sechs Jahre. Ein Tagebuch der Reise und der Briefwechsel mit Bartholin existieren. Seine Reise führte ihn zunächst nach Leiden, wo zu der Zeit auch sein Landsmann Nicolaus Steno studierte. 1661 folgten dorthin auch die Söhne von Gersdorff (die er in Hamburg traf), die wieder unter seine Aufsicht kamen, nachdem sein Patron Gersdorff gestorben war. 1663 wurde die Genehmigung für seinen Auslandsaufenthalt erneuert und er ging nach England und Frankreich (Paris). 1664 wurde er in Angers in Medizin promoviert. Er besuchte noch Südfrankreich und Italien (Florenz, Neapel, Rom, Venedig) und kehrte über Deutschland und die Niederlande Ende 1666 nach Kopenhagen zurück, nachdem man ihn zur Rückkehr ermahnte. Er traf auf seiner Reise u. a. die Gelehrten Jan Swammerdam, Franciscus Sylvius, Robert Boyle, Guy Patin, Francesco Redi und Pierre Petit. Dabei sammelte er auch Informationen über Alchemie und wurde von dem italienischen Alchemisten Giuseppe Francesco Borri (1627–1695) beeinflusst.
1667 wird er königlicher Leibarzt und auch seine Privatpraxis floriert, neben seiner Professur an der Universität. Zweimal war er Rektor magnificus der Universität.
1681 wird er Vorstand der Universitätsbibliothek und 1686 Assessor am Obersten Gericht. 1689 wird er Kanzleirat. Er war als Philologe in Kontakt mit Johann Gerhard Vossius und Caspar Schoppe (Scioppius) und veröffentlichte unter anderem 1660 eine  Dissertatio de lexicis Latinis (et Graecis), 1675 die Cogitationes de variis lingvæ Lat. ætatibus und 1679 die Conspectus præstantiorum Scriptorum Latinae lingvæ. Zwischen 1683 und 1687 veröffentlichte er eine Topographie des antiken Rom (Antiqva Urbis Romae facie) und er entwickelte eine Theorie über den Ursprung der Sprache (Dissertatio die causis diversitatis, 1675).
In der Chemie erkannte er 1678 bei der Verbrennung von Salpeter, dass Anteile der Luft daran Anteil hatten (was unabhängig etwa gleichzeitig auch John Mayow in England (1672) erkannte). Er fand, dass Schwefel mit Salpeter in einem geschlossenen Gefäß brennt und er fand, dass Antimon bei der Oxidation (Calcination) an Masse zunimmt. Er entzündete Terpentin mit Salpetersäure und entdeckte die Brennbarkeit von Alkohol. 1660 veröffentlichte er ein Buch über Bergbau und Metallurgie (De docimastice metallica) und er veröffentlichte auch über Alchemie und Chemiegeschichte De ortu et progressu chemiae dissertatio, 1668; Hermetis, Ægyptiorum et chemicorum sapientia, 1674. 1670 veröffentlichte er ein pharmazeutisches Wörterbuch (Lingua pharmacopoeorum). Zuletzt veröffentlichte er ein Buch über Heilpflanzen und deren Verwendung (De usu plantarum indigenarum in medicina 1688).
Er führte zwar Experimente aus, die ihm einen Platz in der Geschichte der Chemie verschafften, war andererseits aber in seinem Glauben an den Stein der Weisen und alchemistische Lehren (Hermetische Schriften) seiner Zeit verhaftet. Er verteidigte die Genuität der hermetischen Schriften wie der Tabula Smaragdina gegen Athanasius Kircher (abgedruckt in der Bibliotheca Chemica Curiosa) und Hermann Conring.
Er war unverheiratet und benutzte am Ende seines Lebens sein Vermögen, um an der Universität ein Kolleg für arme Studenten zu gründen, das noch heute besteht.

## Werke
- Olai Borrichii Lingua Pharmacopoeorum sive de accurata Vocabulorum in Pharmacopoliis usitatorum Pronunciatione. Haubold / Godicchenius, Hafniae 1670 (Digitalisat)